# У нашім раї на землі
«У нашім раї на землі» — вірш Тараса Шевченка 1849 року, основним мотивом якого є трагедія жінки-матері в умовах соціального і національного гніту.

## Написання і публікація
Зберігся чистовий автограф вірша у «Малій книжці»; та чистовий автограф у «Більшій книжці». Обидва автографи зберігаються в Інституті літератури ім. Т. Шевченка.
Вірш датується за місцем автографа у «Малій книжці» серед творів 1849 року (під № 10 у третьому зшитку за 1849 рік) та часом перебування Шевченка в Раїмі у січні — квітні 1849 року, орієнтовно: січень — квітень 1849 року, місце написання — Раїм.
Найраніший відомий текст — автограф у «Малій книжці», до якої вірш переписано з невідомого автографа в Оренбурзі не раніше 1 листопада 1849 року і не пізніше 23 квітня 1850 року (дня арешту поета). Під час переписування поет правив рядки 8, 21, 22, 23, 33, 37, 64, 66, 74. У 1858 році, не раніше 18 березня й не пізніше 22 листопада, Шевченко переписав вірш із значними виправленнями (зокрема, вилучено чотири рядки після 12-го рядка та 22 рядки наприкінці твору) з «Малої книжки» до «Більшої книжки», текст якої остаточний.
З «Малої книжки» вірш переписано до рукописного списку невідомої особи з окремими, за свідченням О. Я. Кониського, виправленнями Шевченка кінця 1850-х років, що належав Л. М. Жемчужникову і тепер не відомий. Єдина наведена О. Я. Кониським відміна цього списку відповідає рядкам 71 — 73 з «Малої книжки».
Вперше надруковано за «Більшою книжкою» під довільною редакційною назвою «Мати-покритка» та з деякими орфографічними змінами («над всіми», «пійде» замість «над всіма», «піде») в журналі «Основа» 1862 року.
Вперше вірш введено до збірки творів у виданні: «Кобзарь Тараса Шевченка / Коштом Д. Е. Кожанчикова» 1867 року, де подано за публікацією «Основи» під тією ж редакційною назвою «Мати-покритка».

## Ідейно-тематичний зміст
Більшість віршів, написаних у Раїмі та Косаралі, навіяні спогадами про Україну, тугою за рідним краєм. Здебільшого це жіночі монологи, кожен із яких відтворює народний жіночий характер. У ліричних монологах своїх знедолених героїнь поет, черпаючи мотиви й образність із фольклорних джерел, своєрідно об'єктував власний душевний стан. Найвища цінність для поета — це щира любов і щасливе подружнє життя, яке він вважає єдиним доступним людині раєм на землі: «Якого ж ми раю // У Бога благаєм? // Рай у серце лізе, // А ми в церкву лізем, // Заплющивши очі, — // Такого не хочем» — розмірковує оповідач у ліричній ідилії «Зацвіла в долині…». Вірш «У нашім раї на землі» виступає своєрідним продовженням цих розмислів. Композиційно в тексті виділяються три частини. У вступній поет звеличує материнство: «У нашім раї на землі // Нічого кращого немає, // Як тая мати молодая // З своїм дитяточком малим». Люди жорстокі, а життя влаштоване так несправедливо, що й материнство селянки у шлюбі іноді завершується самотньою старістю в холодній хаті, а материнство всіма зневаженої покритки закінчується ще страшніше — бездомною загибеллю «межи псами на морозі // Де-небудь під тином». Ліричний герой поезії прозирає їхнє майбутнє — стражденне життя, ходіння по муках, і в його душі замилування щасливим материнством жінки з немовлям замінюється жалем і тривогою: майбутнє кожної з них асоціюється з долею Матері Божої, якій судилися страждання. Тому піднесений емоційний стан ліричного героя змінюється: «печаль охватить душу; стане жаль // Мені її, і зажурюся. // І перед нею помолюся, // Мов перед образом святим // Тієї матері святої, // Що в мир наш Бога принесла…». У другій і третій частинах показано материнську долю в антигуманному світі, втілену в ліричний сюжет з подієвою основою. Обидві героїні проходять шлях від материнського щастя до материнського горя — покинутості, самотності, беззахисності, близької загибелі. Ліричний оповідач перебуває в теперішньому ліричному часі, сягаючи думкою в нещасливе майбутнє однієї й другої матері. Звернений до героїнь монолог підкреслює оцю включеність майбутніх подій в уяву розповідача, сперту на життєвий досвід. Авторське співпереживання виявляється в оцінних епітетах та окличних реченнях («Весела, рада, Боже мій!», «Щасливая!»). Щастя і гордість молодої матері виражені за допомогою ритміко-синтаксичної побудови вірша з використанням полісиндетона, що відбиває наростання ліричної схвильваності, яку по-доброму іронічно й сумовито переживає разом з героїнею оповідач. Теперішній час розповіді про самотню старість справляє враження свідчення спостерігача, яке своєю об'єктивністю посилює трагізм ситуації, коли покинута дітьми немічна жінка, терплячи голод і холод, молиться за своїх дітей. Наступна розповідь про долю матері-покритки, названою поетом «великомученицею», жахає ще більше, адже народжений у муках син, трохи підрісши, покине її «калікою на розпутті», піде водити сліпця, а її ще й вилає «за те, бач, // Що на світ народила. // І за те ще, що так тяжко // Дитину любила». Болісне реагування Шевченка на кривди, заподіяні жінці-матері, на зневаження материнства й дівоцтва представниками панівного класу («панич лукавий») — основний мотив твору.